# Tielman van Gameren
Tielman van Gameren (ook Tilman, Tylman; Utrecht, 3 juli 1632 – Warschau, 1706), was een Nederlands architect en ingenieur die vooral werkte voor de Poolse koningin Maria Kasimira, de echtgenote van koning Jan Sobieski. Hij staat daar bekend als Tylman Gamerski. Zijn werk in Polen bestaat uit buitenhuizen, vorstelijke landhuizen, stadspaleizen, kloosters en kerken. Hij ontwierp ook tuinen, plafonds, wanddecoraties, schoorsteenmantels, altaren en grafmonumenten.

## Leven en werk
Tielman was de zoon van een kleermaker aan de Oudegracht. Rond 1640 werd hij schildersleerling. Hij vervolgde hij zijn opleiding bij Jacob van Campen, die bezig was aan de bouw van het stadhuis op de Dam. Van Gameren vertrok in 1650 naar Italië. In 1660 kwam hij naar Polen op uitnodiging van prins Jerzy Sebastian Lubomirski, die in Leiden had gestudeerd. Van Gameren trad in dienst als vestingbouwingenieur. Gedurende tien jaar was hij actief als artillerieofficier.
Als hofarchitect van Michaël Korybut Wiśniowiecki ontwierp hij in Warschau en omgeving en in veel andere Poolse steden paleizen, tuinen, buitenhuizen, kloosters en kerken. In Polen rees zijn ster als een komeet. Hij ontwierp onder andere het Krasińskipaleis en het Łazienki Park.
In 1677 trouwde hij met de Poolse Anna van Komorow. In 1685 werd hij toegelaten tot de Poolse adel. Zijn ontwerpen zijn de parels van de Poolse barok en vertonen Hollandse, Duitse en Italiaanse invloed. Vrijwel al zijn tekeningen, ca. 800 bladen, van schets tot uitgewerkt detail, zijn bewaard gebleven, tamelijk uitzonderlijk voor een architect uit de 17e eeuw. Hij overleed ten tijde van de Grote Noordse Oorlog.